# WAT (Album)
WAT ist das sechste Studioalbum des slowenischen Musikerkollektives Laibach. Es wurde am 8. September 2003 veröffentlicht. Fünf Titel sind in deutscher Sprache, sechs in englischer und einer in slowenischer vorgetragen.
Zusätzlich zu dem Album wurden Videos zu Tanz mit Laibach und Das Spiel ist aus veröffentlicht.

## Titelliste
1. B Mashina (Meglič) – 3:50
2. Tanz mit Laibach (Laibach/Meglič/Turk/Umek) – 4:19
3. Du bist unser (Laibach/Mlakar/Umek) – 5:38
4. Achtung! (Laibach/Mlakar/Turk) – 4:06
5. Ende (Laibach/Turk/Umek) – 3:45
6. Now You Will Pay (Laibach/Turk) – 6:07
7. Hell: Symmetry (Laibach/Turk) – 5:02
8. Das Spiel ist aus (Laibach/Turk) – 4:21
9. Satanic Versus (Laibach/Umek) – 4:52
10. The Great Divide (Laibach/Turk) – 5:11
11. WAT (Avsenik/Laibach/Turk/Umek) – 5:33
12. Anti-Semitism (DJ Bizzy/DJ Dojaja/Laibach) – 5:39

## Musikstil und Texte
WAT ist nach Alexei Monroe von seiner Stimmung her „offener militant“ als alle Veröffentlichungen seit Kapital, „mit einem strengeren, dunkleren, elektronischen Klang“. Damit ist die Band, so Eniz von Mindbreed, „von dem Gitarrengeschrammel der letzten Beiträge weggekommen“. Das Album „gibt sich beinahe komplett elektronisch und ist sehr clubtauglich“, Now You Will Pay klinge wie ein Lied aus einem Musical. Laut Andras Mikat von Nonpop weist das Album ein Spektrum von Ambient-Industrial, Chor-Kompositionen und technoider Tanzmusik auf. Er beschreibt das Werk als „Martial Military Dance Music“. Einige Stücke erinnerten Rezensenten an DAF. Die Emphase liegt auf programmierten  Rhythmen, die Mason Jones von Dusted Reviews an Nine Inch Nails, Nitzer Ebb und Fad Gadget erinnern.
Nach Aussage der Band (hier paraphrasiert von Eva-Maria Hanser) handelt das Album „unter anderem von Zeit, Ewigkeit, der Angst des Westens vor Einwanderern bzw. Barbaren, Gott, der Anziehungskraft von Gegensätzen, dem Guten und dem Bösen und dessen Missbrauch, wie auch die Bestimmung von Recht und Unrecht, dem Aufruf zur Revolution, dem Konzept des Antisemitismus, und der Apokalypse, die es möglicherweise niemals geben wird“. Monroe weist auf lyrische Referenzen auf frühere Laibach-Veröffentlichungen hin. Die „eigene Historisierung“ ist laut Hanser vor allem in WAT und dem Musikvideo zu Tanz mit Laibach „offensichtlich, wenn sich bei ersteren Zeilen finden wie ‚from Kapital to NATO, Akropolis to Opus Dei‘ und bei letzterem eigenes Bildmaterial zitiert wird“. Oliver von Plattentests.de erwähnt als Thema nur eine „hochtrabend[e]“ Beschäftigung mit dem vorgeblichen Krieg gegen den Terror, der seit damals „knapp zwei Jahren zum Ausleben diverser steinzeitlicher Instinkte dient“.

## Rezeption
- Oliver Ding schrieb für Plattentests.de: „Das maschinell gefütterte Phrasengedresche der Slowenen wirft einem so manchen Brocken vor, bei dem man nie sicher sein kann, ob einem da nicht vielleicht doch ein Quentchen Ironie entgangen ist. Doch die Befürchtung, daß Laibach einmal mehr völligen Ernst machen, überwiegt. Ungerührt starren einem die todernsten Tracks ins Auge. Wer zuerst blinzelt, verliert.“[6]
- Eniz von Mindbreed schrieb: „[I]ch muss sagen, dass ich es begrüße, dass Laibach endlich von dem Gitarrengeschrammel der letzten Beiträge weggekommen sind. […] Mag ich da vielleicht voreingenommen sein, was Gitarrenmusik betrifft, und mögen ‚Geburt einer Nation‘ und ‚Leben heißt Leben‘ auf dem 1987er Album ‚Opus Dei‘ unangefochtene Klassiker sein, aber die Ergüsse auf WAT können sich sehen und hören lassen. […] Einziger Schwachpunkt ist ‚Now you will Pay‘. […] Aber ansonsten kann ich nur Gutes darüber berichten.“[2]
- Mason Jones schrieb für Dusted Reviews: „Ultimately, Wat ends up as a collection of primarily danceable, electro-industrial beats, reminiscent of the likes of Nitzer Ebb and Fad Gadget, propping up inarguably pretentious words. While some of Laibach’s politics and philosophy come through, the fact that they’re delivered over such antiquated, discofied industrial beats makes it difficult to take them seriously. Despite Laibach’s protestations to the contrary, given their current focus, they are in fact pop musicians, humble or not.“[4]
- Andras Mikat schrieb für Nonpop: „Letztendlich kann man sagen, dass ‚WAT‘ ein typisches LAIBACH-Album ist. Fans, welchen die ‚Kapital‘ gefallen hat, kann ich dieses NSK-Stück […] vorbehaltlos empfehlen. Der Rest sollte sich bei dem Händler seines Vertrauens schon ein wenig Zeit nehmen und mal rein hören.“[3]